# 神朮散
神朮散出自醫學心悟卷三，主治發熱頭痛，胸滿腹痛，嘔吐瀉利。

## 製法
蒼朮一斤，陳皮一斤，厚朴一斤，藿香二兩，砂仁一兩。
磨粉即成。

## 服法
每次服兩至三錢(6至9克)，沖水服。

## 另見
- 方劑列表